# Svendfeltet
Svendfeltet er et producerende oliefelt, der ligger i den danske del af Nordsøen, det er fundet i år 1975 og sat i drift i 1982.
Der er 4 produktionsbrønde.
Reservoiret ligger på en dybde af 2500 m i kalksten af Danien og Sen Kridt-alder.
Indtil nu er der produceret 7,281 mio. m3 olie og 0,858 mia. Nm3 gas samt 14,116 mio. m3 vand. Der er ikke injiceret vand eller gas.
Operatør: Mærsk Olie og Gas A/S.
Akkumulerede investeringer 1,33 mia. kr.